# Sistema de gestão de aprendizagem
Um sistema de gestão da aprendizagem (do inglês: learning management system, LMS) ou ambiente virtual de aprendizagem (AVA) é um aplicativo que disponibiliza uma série de recursos, síncronos e assíncronos, que dão suporte ao processo de aprendizagem, permitindo a sua planificação, implementação e avaliação.
A categoria de aplicações denominada de Sistemas de Gestão da Aprendizagem dispõe de um conjunto de funcionalidades projetadas para armazenar, distribuir e gerenciar conteúdos de aprendizado, de forma progressiva e interativa, podendo também registrar e relatar atividades do aprendiz bem como seu desempenho. A estratégia educativa implicita visa dar suporte para que dois ou mais sujeitos construam o seu conhecimento através da discussão, da reflexão e tomada de decisões, e onde os recursos informáticos atuam como mediadores do processo de ensino-aprendizagem.
Na sua forma tradicional os ambiente de aprendizagem são espaços constituídos de salas, mesas, cadeiras, material didático, alunos e professores que interatuam numa situação de ensino-aprendizagem. Esses são ambiente físico, estático, determinado a priori, nos quais a atividade de aprendizagem se constrói ao longo da interação. O contexto desta interação obedece a leis de tempo e espaço, sendo que a aula se dá durante um período de tempo estabelecido e no espaço determinado do que seja a sala de aula. Já num ambiente virtual de aprendizagem, deve-se inevitavelmente, compreender e coordenar as novas relações de tempo e espaço. O ponto de articulação entre alunos e professores não é apenas a sala de aula e o tempo determinado para as aulas. O ambiente virtual de aprendizagem é um espaço relacional criado pelas redes digitais e no qual é preciso aprender a perceber a interação por meio de sinais na interface web das aplicações. No processo de aprendizagem ou formação em ambientes virtuais, durante as primeiras interações, os alunos tendem a significar o ambiente como uma totalidade indiferenciada, por mais que este tenha sido concebido, planejado e executado por uma equipe de especialistas. A construção de uma plataforma a partir de ferramentas de interação não é condição suficiente para que a aprendizagem ocorra de forma significativa.
A evolução do uso de ferramentas de comunicação virtuais no ensino passa pelas mesmas fases que o uso geral da Internet: comunicação, informação e interação. A partir de necessidades de colaboração mais frequentes surgiram os ambientes virtuais de ensino à distância (e-learning) que rapidamente se tornaram muito populares. Nos ambientes virtuais mais antigos, observava-se uma falta de ferramentas mais adequadas de acompanhamento, com o formador necessitando de anotações ou ferramentas complementares em papel para tentar organizar um pouco mais a informação. Em alguns dos ambientes, o acesso a informação não é facilitado, levando alguns professores a abandonar a prática de oferecer formações online. No entanto, neste momento já existem várias plataformas de gestão da aprendizagem LMS que têm funcionalidades mais modernas e que permitem a mesma qualidade de aprendizagem que o ensino presencial.

## Características
Estes recursos vão desde mecanismos para envio de mensagens, fóruns, recepção e envio de materiais e gerenciadores de tarefas. Tais recursos possibilitam a execução de diversas atividades de aprendizagem à distância, por parte do aluno, de acordo com tarefas predefinidas. A grande vantagem é a troca do conhecimento entre os participantes do ambiente, possibilitando a criação de novos conhecimentos.
O termo gestão de ensino (Learning Management) é utilizado para definir estratégias que são desenvolvidas para ajudar a obter resultados na aprendizagem. A categoria de Sistemas de Gestão da Aprendizagem (Learning Management System - LMS) ostenta um conjunto de funcionalidades delineadas para armazenar, distribuir e gerir conteúdos de aprendizagem, de forma progressiva e interactiva, podendo, ainda, registar e relatar actividades do aprendiz, bem como o seu desempenho. O LMS permite gerir tanto a sala de aula presencial, como a aprendizagem on-line, e-learning. Do estudo das funcionalidades do LMS destacamos como principais vantagens e benefícios:
- Reduzir custos de formação;
- Disponibilidade a qualquer hora e local;
- Aumentar as competências dos empregados.
- Diminuir os custos com o pessoal.
- Gerir as ferramentas de aprendizagem em conjunto com as metas dos recursos humanos.

Uma análise comparativa às características e funcionalidades apresentadas pelos Sistemas de Gestão de Aprendizagem comerciais (tais como Web-CT, Learning Space, Blackboard, Docent, ou outros) aponta que, embora historicamente, os sistemas possam ter sido desenvolvidos em contextos e para necessidades específicas diferentes. A sua evolução visa para um modelo comum, pela satisfação de necessidades transversais aos diversos contextos pedagógicos e organizacionais.
Este modelo comum abrange as seguintes funcionalidades básicas, constando na generalidade dos Sistemas de Gestão de Aprendizagem:
- Acesso protegido e gestão de perfis:

O utilizador necessita de um login para aceder, as funcionalidades activas dependem do perfil do utilizador, existindo um sistema de gestão dinâmica do perfil de cada utilizador.
- Gestão do acesso a conteúdos

Os conteúdos (documentos - texto, áudio, vídeo, etc..., armazenados no LMS ou apontadores para recursos externos) são configurados pelo autor e posteriormente geridos pelo LMS, indicando este ao utilizador o seu progresso e desempenho.
- Comunicação Autor/Utilizador

Para além da classificação em termos do tipo de comunicação em “assíncrona” e “síncrona”, e da tipologia dos dados transmitidos/recebidos em texto/áudio/ videoconferência, os modos de comunicação presentes nos LMS deverão ser desenvolvidos e classificados em função dos tipos de participantes a que se destinam e em função do desenho pedagógico especificado pelo autor.
- Controlo de actividade

Com o registo das actividades de cada utilizador (data de login, tempo de permanência, documentos / secções visitadas, …), os LMS dispõem informação rica, quer para o autor, quer para a entidade que faz a gestão do processo.
- Gestão de utilizadores e gestão do processo

Os LMS são essenciais para adopções institucionais e sistemáticas do e-learning, pelas suas potencialidades ao nível da automatização da gestão pedagógica, administrativa e, até certo ponto, organizacional.

## Interatividade
A finalidade principal desse tipo de aplicação é a aprendizagem, especificamente colaborativa, e como pode ser suportada pelo computador. O computador é visto como um recurso para a aprendizagem colaborativa que ajuda os alunos a comunicar e a colaborar em atividades comuns, fornecendo também um prestimoso auxílio nos processos de coordenação e organização de atividades. Esse leque de funções mediadoras amplia as possibilidades de uso do computador como meio através do qual os indivíduos e os grupos podem colaborar uns com os outros, a distância, para atingirem objetivos comuns. É primordial que estes ambientes ofereçam aos seus usuários maneiras rápidas e eficazes de encontrar a informações e desenvolver seu aprendizado.
Nesses ambientes o aprendiz pode interagir e cooperar com diferentes sujeitos, contextos e objetos de conhecimento, podendo operar a conectividade de forma particular e múltipla. Para Pierre Lévy o ciberespaço oferece objetos que rolam entre os grupos, memórias compartilhadas, hipertextos comunitários para a constituição de coletivos inteligentes. Os ambientes virtuais de aprendizado (AVA) reúnem diversas ferramentas (fórum, chat, e-mail, listas de discussão) podendo estar estruturado a partir de uma plataforma de interação. Muitos dos sistemas preveem em seu planejamento não reproduzir o ambiente de sala de aula, mas proporcionar aos estudantes novas ferramentas para facilitar a aprendizagem e a colaboração entre os aprendizes. No entanto, grande parte dos AVA constituem-se a partir de uma proposta empirista de aprendizagem e do pressuposto de que se deve atingir um grande número de alunos. Nessa concepção, os ambientes digitais são construídos de forma a disponibilizar o conteúdo, organizado e estruturado pelo professor, para que os alunos acessem a distância e cumpram as atividades e tarefas propostas.
A interação, nesse contexto, é compreendida como a base para o aprender, sendo que a interação se dá na relação do aprendiz com o mundo, com os outros, com diferentes objetos de conhecimento. Essa relação de interação e aprendizagem vale tanto para contextos presenciais como para virtuais. Os ambientes, em sua maioria, apresentam um modelo básico, no qual as estruturas das páginas já estão definidas, e um conjunto adicional de recursos podem ser acrescentados à estrutura do curso. A criação do curso é feita através do preenchimento de formulários que geram automaticamente suas páginas e os recursos adicionais selecionados, que normalmente, são constituídos de ferramentas de comunicação, segurança de acesso, estatísticas de uso, acesso a banco de dados, elaboração de exercícios, entre outro. As ferramentas que compõem esses ambientes estão organizadas em três grupos básicos: autoria, administração e uso dos alunos. No conjunto de autoria tem-se um número grande de ferramentas para edição e inclusão de textos em diversos formatos (HTML, PDF, por exemplo), slides ou transparências, áudio, vídeo e animações. Além disso, elas também possibilitam ao professor definir as cores, o padrão das páginas e quais recursos de comunicação poderão ser usados durante o curso.
Em todos os ambientes, as ferramentas de autoria estão disponíveis apenas para o professor, e para seus auxiliares. O grupo referente à administração inclui ferramentas que facilitam o gerenciamento do curso e fornecem certas informações a respeito do mesmo para o professor. Com isso, ele pode controlar o período de inscrição no curso, verificar todos os grupos de discussão criados, acessar alguns gráficos estatísticos gerados a partir de dados obtidos nos arquivos de log do servidor, dentre outros. Algumas ferramentas permitem ao professor acompanhar o acesso dos alunos no curso, suas notas e alguns outros relatórios que, em tese, devem auxiliá-lo a acompanhar o desenvolvimento de seus alunos. O conjunto de recursos disponíveis para os alunos inclui ferramentas para comunicação, avaliação automática, pesquisa em glossários, anotações, criação de páginas pessoais e acompanhamento de notas.
De forma geral, ao acessar o site de um curso, não é possível ao professor ou aluno saber quem está conectado no ambiente ao mesmo tempo, o que acarreta um sentimento de frieza, e uma sensação de solidão em muitos usuários. Não há uma sinalização de que se tem uma mensagem nova ou uma resposta a uma mensagem sua, de forma facilitada e na página inicial. Para obter essa informação é preciso acessar as ferramentas e verificar a existência de novas mensagens. O professor não consegue acompanhar seus alunos como seria possível em uma sala de aula convencional, pois nem sempre dispõe de recursos tecnológicos que permitam isso.
Os sistemas tradicionais de gestão da aprendizagem, em geral, veem o estudante trabalhando sozinho, com o pretexto de auto-aprendizagem e formação de hábitos de estudo. Ao estudante, cabe basicamente fazer a leitura do material e resolver os exercícios, sem ter direito a influenciar na temática a ser abordada, a metodologia de ensino, pois já está tudo previamente definido. Na Educação a Distância, deve-se levar em conta alguns pressupostos educacionais como:
- O aluno deve ser incentivado a estudar e pesquisar de modo independente;
- O professor deve atuar como mediador do processo, criando espaço pedagógico interativo necessário para a construção da aprendizagem;
- Deve-se dinamizar a comunicação entre os alunos, e destes com o professor, através de atividades individuais ou em grupo;
- Utilizar-se de exercícios e experimentos práticos ligados à realidade do aluno;
- Levar em conta o grau de escolaridade bem como aspectos importantes da cultura geral e local.

Apesar de todas essas funcionalidades oferecidas, alunos e professores ainda se sentem com dificuldades ou desmotivados para utilizar esses ambientes. Romani e Rocha (2000) realizaram uma série de entrevistas com professores e alunos de várias instituições brasileiras que já passaram pela experiência de ministrar ou participar de cursos a distância via web. Os professores comentaram que tiveram dificuldades no acompanhamento e avaliação de seus alunos e do próprio curso. Apresentaram críticas aos ambientes, reforçando a tese de que eles estão muito fechados e dão pouca liberdade de criação ao professor. Já os alunos se queixam da falta de feedback do professor e da sensação de estarem sozinhos no ambiente. Isto tem acarretado a falta de motivação e o alto número de evasões. Em suma, os ambientes possuem um conjunto sofisticado de ferramentas que aumenta a cada versão nova com inovações na apresentação do conteúdo, além da adição de alguns recursos para acompanhamento.
No entanto, esses recursos ainda são insuficientes, pois os professores continuam tendo dificuldades para acompanhar a turma, interagir com ela, e ter uma percepção melhor do que ocorre com os alunos de forma a poder auxiliá-los. Por outro lado, os alunos têm dificuldade de interagir com seus pares e trabalhar de forma colaborativa, já que tais ambientes não permitem a eles a criação e proposição de espaços de cooperação.
A interatividade é a base do processo de aprendizagem. Conteúdos não podem ser simples arquivos estáticos, em HTML, por exemplo, resumindo a interação ao processo de passar por páginas ou selecionar um capítulo no índice. O ambiente precisa dar condições ao aprendiz para que ele possa perguntar e ser respondido, comentar e receber o retorno dos seus comentários. Observando essa necessidade, surgem os Sistemas de Gestão da Aprendizagem de segunda geração que descrevemos mais adiante.

## Sistema de gestão da aprendizagem de segunda geração

### Definição
Esses diferenciam-se dos sistemas tradicionais pela expansão dos estilos de interação respeita a diversidade de formas de aprendizagem de forma alinhada com os propósitos modernos do design instrucional, da segunda geração do e-learning. Além disso, adota-se princípios da abordagem blended learning de Educação a Distância e observam-se cuidados com a visão construtivista (manipulações sobre representações) e sócio interacionaista de aprendizagem (colaboração, engajamento, imersão em contexto de jogos).
O ambiente permite a realização de diversos procedimentos de avaliação, orientados por uma perceptiva construtivista. Os procedimentos de avaliação levam em consideração pontos de vista dos participantes, de seus pares e de seus instrutores, num processo de integração de informações sobre os progressos individuais de coletivos. Os processos de avaliação são diagnósticos realizados continuamente e voltados à promoção da aprendizagem individual e do grupo.
Na Educação a Distância, a interação dos alunos com os colegas e com o professor e, a troca de informações entre o grupo é essencial para que ocorra a aprendizagem. Essas interações visam à construção de conhecimentos por todos os envolvidos ativamente neste processo. As interfaces do ambiente são criadas para promover interações entre os participantes, sejam assíncronas ou síncronas. Os elementos de interface são criados para tornar visível aos participantes a presença os colegas no ambiente. Ferramentas de interação síncrona são disponibilizadas para permitir a interação. Essas ferramentas permitem a interação via textos e via ação.
Além dessas características, os ambientes de suporte a atividade docente é projetado para facilitar as tarefas de criação de materiais para os cursos, planejamento, acompanhamento e avaliação.
Todos esses fatores do presente groupware são integrados dentro de uma proposta pedagógica construtivista única e claramente comunicável aos participantes. As ferramentas disponíveis são todas desenhadas para corresponder às expectativas dos usuários, tornando o uso simplificado e transparente. Todas as interfaces são criadas em processos de design centrado na atividade dos usuários, visando atender suas reais necessidades de uso.

### Características
Imagine uma plataforma de ensino na qual o professor pudesse montar cursos com uma ampla gama de mídias, distribuídas em módulos e, ao final, ainda tivesse a possibilidade de aplicar avaliações sem sair da mesma página, com toda simplicidade. Isso é possível com Sistema de Gestão da Aprendizagem de segunda geração. Como resultado da criação de novos mecanismos de interação e colaboração, concebemos:
- Estilos simples de interação com a interface do LMS: Uso de novos elementos construtivos da interface (Ajax, folksonomia) facilitam navegação e percepção de objetos e mensagens.
- Visualização da atividade de grupo na interface LMS, percepção social: Ações passadas e demandas presentes são representadas na interface com modo a facilitar a percepção da atividade de formação no qual os usuários engajam-se.
- Manipulação direta em componentes de aprendizagem síncronos: Permitir que interfaces síncronas de manipulação direta sobre representações (micromundos) sejam usadas como materiais e as atividades realizadas nas mesmas sejam percebidas no LMS.
- Controle e discussão da exibição de vídeos a distância: Permitir que grupos de usuários assistam e controle vídeos de forma síncrona, criando um conceito intermediário entre webcasting e vídeo sob demanda, inserindo aspectos de colaboração síncrona nessa mídia.
- Manipulação e colaboração no contexto de jogos multiusuários: Permitir que componentes de aprendizagem criados com multimídia rica (flash, por exemplo), jogos em particular, sejam utilizados como material e as atividades de grupo sejam percebidas no LMS.
- Visualização de mensagens e materiais fóruns em interface móvel, m-learning: Viabilizar o recebimento de mensagens e a visão do conteúdo de fóruns por meio de celulares com o objetivo de criar novos mecanismos de engajamento visa prover ferramentas para uma melhor gestão de turmas.

### Ferramentas
- MicroPower Performa
- Amadeus
- Moodle
- Chamilo